# Bundesstraße 248
De Bundesstraße 248 (ook wel B248) is een bundesstraße in de Duitse deelstaten Nedersaksen en Saksen-Anhalt.
De B248 begint bij Northeim, loopt verder via de steden Seesen, Salzgitter, Braunschweig, Wolfsburg en Salzwedel, om te eindigen in Dannenberg. De B248 is ongeveer 207 km lang.

## Routebeschrijving
Nedersaksen
De B248 begint in Northeim op een kruising met de B241. De B248 loopt door Kalenberg waar de B445 kruist, door Seesen waar ze samenloopt met de de B243.en loopt langs  de toerit  Seesen  waar de A7 aansluit. In Seesen slaat de B243 af en sluit B242 aan. De B248 loopt verder langs Hahausen en kruist de B82. De B248 loopt door Lutter am Barenberge en Könneckenrode  en sluit bij Hohenrode aan op de B6. Samen lopen ze door Leiferde naar afrit Salzgitter-bad waar de B6 afsplitst.,  De B248 sluit bij afrit Braunschweig-Rüningen-Süd aan op de A39.
Vervanging
Tussen afrit Braunschweig-Rüningen-Süd en afrit Weyhausen is de B248 vervangen door de A39. De oude B248 door de stad is daarom afgewaardeerd naar L295.
Voortzetting
De B248 begint weer bij afrit Weyhausen en het eind v de A39 weer overgaat in de B248 en de B189 kruist en loopt langs Weyhausen, door Tappenbeck en Jembke, met een rondweg langs, Barwedel door Ehra-Lessien, Voitze, Brome waar men de B244 kruist. Ongeveer vijf kilometer ten noorden van Brome volgt de deelstaatgrens met Saksen-Anhalt.
Saksen-Anhalt
De B248 loopt verder langs van Beetzendorf, Rohrberg. De weg komt nog door Püggen en Kuhfelde waarna men bij salzwedel aansluit op de B71 en ze samen door Salzwedel lopen waar de B190 aansluit. De B71/B248 lopen samen door het oosten van Salzwedel, In het noordoosten van de stad splitst de B71 af en loopt de B248 naar de deelstaatgrens met Nedersaksen.
Nedersaksen
De B248 loopt langs Lüchow waar ze samenloopt met de B493, Dannenberg, hier sluit de B248a aan. De B248 eindtgt in Dannenburg op een kruising met de B191.
B1 · B3 · B3n · B4 · B5 · B6 · B6n · B27 · B51 · B61 · B64 · B65 · B68 · B69 · B70 · B71 · B72 · B73 · B74 · B74n · B75 · B79 · B80 · B82 · B83 · B188 · B190n · B191 · B195 · B207 · B209 · B210 · B211 · B212 · B213 · B214 · B215 · B216 · B217 · B218 · B238 · B239 · B240 · B241 · B242 · B243 · B243a · B244 · B245a · B247 · B248 · B322 · B401 · B402 · B403 · B404 · B408 · B431 · B433 · B434 · B435 · B436 · B437 · B438 · B439 · B440 · B441 · B442 · B443 · B444 · B445 · B446 · B447 · B461 · B475 · B482 · B490 · B493 · B494 · B495 · B496 · B497 · B524 · B530
B1 · B2 · B4 · B6 · B6n · B7 · B19 · B27 · B62 · B71 · B71n · B79 · B80 · B81 · B84 · B85 · B86 · B87 · B88 · B89 · B90 · B91 · B92 · B93 · B94 · B95 · B96 · B97 · B98 · B99 · B100 · B101 · B107 · B115 · B156 · B169 · B170 · B171 · B172 · B172a · B172b · B173 · B174 · B175 · B176 · B178 · B180 · B181 · B182 · B183 · B183a · B184 · B185 · B186 · B187 · B187a · B188 · B189 · B190 · B190n · B242 · B243 · B244 · B245 · B245a · B246 · B246a · B247 · B248 · B248a · B249 · B250 · B278 · B280 · B281 · B282 · B283 · B285